# Sumo aux Jeux mondiaux de 2017
Navigation
Cali 2013 Birmingham 2022
Les épreuves de sumo des Jeux mondiaux de 2017 ont lieu du 22 juillet au 23 juillet 2017 à Wrocław.

## Podiums

### Femmes
| Épreuves     | Or                          | Argent                            | Bronze                         |
| ------------ | --------------------------- | --------------------------------- | ------------------------------ |
| Poids légers | Ukraine Svitlana Trosiuk    | Brésil Luciana Montgomery Higuchi | Pologne Magdalena Macios       |
| Poids moyens | Mongolie Otgon Munkhtsetseg | Japon Asano Ota                   | Ukraine Maryna Maksymenko      |
| Poids lourds | Russie Anna Poliakova (en)  | Russie Olga Davydko               | Thaïlande Viparat Vituteerasan |
| Open         | Russie Anna Poliakova (en)  | Ukraine Ivanna Berezovska         | Russie Olga Davydko            |

### Hommes
| Épreuves     | Or                     | Argent                | Bronze                        |
| ------------ | ---------------------- | --------------------- | ----------------------------- |
| Poids légers | Russie Batyr Altyev    | États-Unis Trent Sabo | Pologne Paweł Wojda (pl)      |
| Poids moyens | Russie Atsamaz Kaziev  | Égypte Misbah Hossam  | Mongolie Ochirkhuu Usukhbayar |
| Poids lourds | Russie Vasilii Margiev | Égypte Ramy Belal     | Japon Soichiro Kurokawa       |
| Open         | Russie Vasilii Margiev | Russie Batyr Altyev   | Japon Hayato Miwa             |

## Tableau des médailles
- Pays organisateur

| Rang  | Nation     | Or | Argent | Bronze | Total |
| ----- | ---------- | -- | ------ | ------ | ----- |
| 1     | Russie     | 6  | 2      | 1      | 9     |
| 2     | Ukraine    | 1  | 1      | 1      | 3     |
| 3     | Mongolie   | 1  | 0      | 1      | 2     |
| 4     | Égypte     | 0  | 2      | 0      | 2     |
| 5     | Japon      | 0  | 1      | 2      | 3     |
| 6     | Brésil     | 0  | 1      | 0      | 1     |
| 6     | États-Unis | 0  | 1      | 0      | 1     |
| 8     | Pologne    | 0  | 0      | 2      | 2     |
| 9     | Thaïlande  | 0  | 0      | 1      | 1     |
| Total | Total      | 8  | 8      | 8      | 24    |